# Amphoe Ban Phraek
Amphoe Ban Phraek (Thai: อำเภอ บ้านแพรก, Aussprache: ʔāmpʰɤ̄ː bâːn pʰrɛ̂ːk) ist der nördlichste Landkreis (Amphoe – Verwaltungs-Distrikt) der Provinz Ayutthaya („Provinz Phra Nakhon Si Ayutthaya“). Die Provinz Ayutthaya liegt in der Zentralregion von Thailand.

## Geographie
Benachbarte Landkreise (von Norden im Uhrzeigersinn): Amphoe Mueang Lop Buri der Provinz Lop Buri, Amphoe Don Phut der Provinz Saraburi, Amphoe Maha Rat der Provinz Ayutthaya und Amphoe Chaiyo der Provinz Ang Thong.

## Geschichte
Ban Phraek wurde 1937 zunächst als „Zweigkreis“ (King Amphoe) eingerichtet, indem Tambon Phraek vom Amphoe Maha Rat abgetrennt wurde.  Am 10. Dezember 1959 bekam er den vollen Amphoe-Status.

## Verwaltungsgliederung

### Provinzverwaltung
Der Landkreis Ban Phraek ist in fünf Tambon („Unterbezirke“ oder „Gemeinden“) eingeteilt, die sich weiter in 27 Muban („Dörfer“) unterteilen.
| Nr. | Name         | Thai     | Muban | Einw. |
| --- | ------------ | -------- | ----- | ----- |
| 1.  | Ban Phraek   | บ้านแพรก  | 05    | 2.253 |
| 2.  | Ban Mai      | บ้านใหม่   | 05    | 1.575 |
| 3.  | Sam Phaniang | สำพะเนียง | 06    | 2.399 |
| 4.  | Khlong Noi   | คลองน้อย  | 06    | 1.370 |
| 5.  | Song Hong    | สองห้อง   | 05    | 1.483 |

### Lokalverwaltung
Es gibt eine Kommune mit „Kleinstadt“-Status (Thesaban Tambon) im Landkreis:
- Ban Phraek (Thai: เทศบาลตำบลบ้านแพรก) bestehend aus den Teilen der Tambon Ban Phraek, Sam Phaniang.

Außerdem gibt es zwei „Tambon-Verwaltungsorganisationen“ (องค์การบริหารส่วนตำบล – Tambon Administrative Organizations, TAO)
- Sam Phaniang (Thai: องค์การบริหารส่วนตำบลสำพะเนียง) bestehend aus dem kompletten Tambon Ban Mai und den Teilen der Tambon Ban Phraek, Sam Phaniang.
- Khlong Noi (Thai: องค์การบริหารส่วนตำบลคลองน้อย) bestehend aus den kompletten Tambon Khlong Noi, Song Hong.